# Chogyal Dago Rigdzin
Chogyal Dago Rigdzin é um jurista butanês que tem servido como Chefe de Justiça da Suprema Corte do Butão desde 2020. Em 2023, Rigdzin foi designado Chefe de Governo interino, enquanto Conselheiro Chefe do governo interino, após a dissolução da Assembleia Nacional em preparação para as eleições. Cessou funções em 2024.

## Prêmios
- Butão:
  -  Lenço Laranja Real (2020).[2]